# Otello Boccherini
Otello Boccherini (Roma, 1918 – Montemignaio, 2 settembre 1944) è stato un militare italiano.

## Biografia
Venne prima inquadrato presso la 54ª compagnia artieri dell’8 reggimento genio nel marzo 1940. Il 27 luglio 1941 venne trasferito all’8ª compagnia del 185º battaglione della Divisione Nembo e ricevette la promozione di caporale il 10 agosto 1942. Il 3 febbraio 1943 divenne caporal maggiore. Nel febbraio dello stesso anno il battaglione fu inviato in Sardegna per sostenere le operazioni di guerra svoltesi in territorio metropolitano. Promosso sergente Paracadutista sempre nel III° Battaglione del 185º Reggimento Paracadutisti "Nembo", dopo l'8 settembre 1943 decise di non abbandonare il proprio comandante il Capitano Carlo Francesco Gay, assieme a pochi volontari è uno dei fondatori dello Squadrone "F".
Partecipò alla Guerra di liberazione nelle file del  "I° Squadrone da Ricognizione Folgore", inquadrato nell'VIII Armata britannica. Promosso Sergente il 1º aprile 1944.
Fu catturato e ferito a Monte Pomponi durante una difficile azione esplorativa oltre le linee tedesche e caduto prigioniero, quantunque sottoposto a tortura si rifiutò di fornire al nemico qualsiasi informazione. I tedeschi lo torturarono e uccisero a bastonate assieme il suo comandante di Pattuglia, il Tenente Paracadutista Eldo Capanna, che non aveva voluto abbandonarlo quando era stato colpito. Ad Otello Boccherini è stata intitolata una piazza di Roma.